# Yolanda Castañeda
Yolanda Castañeda (28 de mayo de 1985) es una deportista guatemalteca que compitió en taekwondo. Ganó una medalla de plata en el Campeonato Panamericano de Taekwondo de 2002 en la categoría de –47 kg.

## Palmarés internacional
| Campeonato Panamericano | Campeonato Panamericano | Campeonato Panamericano | Campeonato Panamericano |
| Año                     | Lugar                   | Medalla                 | Categoría               |
| ----------------------- | ----------------------- | ----------------------- | ----------------------- |
| 2002                    | Quito (Ecuador)         | Medalla de plata        | –47 kg                  |